# Technostructure

Emplacement de la technostructure dans les schémas d'organisation, selon Henry Mintzberg

La technostructure est l'ensemble des cadres dirigeants ou subalternes, des techniciens et des spécialistes qui participent à la prise de décision en groupe dans les grandes entreprises.

La technostructure est une théorie économique de l'économiste américain John Kenneth Galbraith, qui a été exposée dans son ouvrage Le Nouvel État industriel (1967).

## Le contexte de l'élaboration de la théorie
Auguste Comte avait déjà anticipé l'apparition d'une technostructure en analysant le développement de la société industrielle en Europe. Cette analyse sera reprise par Galbraith[réf. nécessaire] qui fut l'un des membres du brain trust de Roosevelt pour la mise en place du New Deal à partir de 1933. À l'époque, une petite élite intellectuelle composée d'universitaires a conçu une nouvelle organisation de l'économie américaine pour sortir de la crise de 1929 et qui rompait avec les canons du libéralisme du XIXe siècle.
Ces nouveaux principes consistaient en l'intervention de l'État fédéral qui se substituait aux entreprises pour relancer l'économie : aide financière aux chômeurs, subventions aux prix agricoles, grands travaux par le biais d'agences fédérales ad hoc, (ex. la Tennessee Valley Authority pour les travaux d'irrigation du Middle-West) etc. Le lancement du Victory Program en 1941 qui fit que 80 % du budget fédéral était consacré à l'armement, a accru encore le rôle de l'État et de ses fonctionnaires qui devinrent ainsi les donneurs d'ordre des entreprises à la place du marché.
En 1947, le lancement du plan Marshall continua cet élan : des agents fédéraux furent mobilisés pour évaluer les besoins de la reconstruction en Europe, mettre en place les financements et participer à la réalisation des projets. Peu à peu, la complexité de l'économie, la constitution de groupes multinationaux et les habitudes nées depuis 20 ans modifièrent la nature du capitalisme américain et européen. La direction des grandes entreprises échappa le plus souvent aux familles des fondateurs, pour passer entre les mains de technocrates diplômés de l'université, engagés pour leurs compétences, aussi bien dans le secteur privé que dans l'appareil d'État. La General Motors sera un des symboles les plus forts de la technostructure : à la pointe du Victory Program de Roosevelt en produisant pendant la guerre plus de 800 000 véhicules de toutes sortes, dont 16 000 chars de combat, elle devient en 1945, la première entreprise au monde par cette superproduction d'armements et d'équipements qui sera la clé de la victoire. En 1953, son PDG, Charles Erwin Wilson, promu secrétaire à la Défense du président Eisenhower résume parfaitement cette nouvelle approche de l'économie moderne et prononce cette phrase définitive, qui fera le tour du monde « Ce qui est bon pour la General Motors est bon pour les États-Unis et ce qui est bon pour les États-Unis est bon pour le monde ! ». La guerre de Corée accroît encore cette tendance en permettant la constitution du complexe militaro-industriel qui devient extrêmement puissant à tel point que le président Eisenhower mettra en garde, dans son message d'adieu le 17 janvier 1960, le peuple américain contre ce lobby trop puissant.
Après 1945, toute la construction européenne intervient par l'élaboration d'une technostructure en collaboration étroite avec le pouvoir politique issu des états membres : la Proclamation de Robert Schuman, le 9 mai 1950, qui plaçait la sidérurgie européenne sous contrôle européen, fut "soufflée" par Jean Monnet au Président du Conseil français et au Chancelier allemand. L'institution de contrôle fut la Haute-Autorité qui devint plus tard la Commission Européenne est un des symboles les plus forts de la technostructure[réf. nécessaire]. Entre 1980 et 2016, le conflit fut constant entre les différents gouvernements britanniques et la Commission sur la source du pouvoir : Margaret Thatcher reprochait en permanence aux membres de la Commission d'être non élus, ce qui les disqualifiait, par avance, d'intervenir dans les affaires intérieures des états ; ce conflit sera l'une des causes principales du retrait britannique de l'Union européenne en 2016. Tout le courant eurosceptique anti-européen vient du pouvoir excessif accordé à cette technostructure[réf. nécessaire].

## Pourquoi la technostructure?
La technostructure est une étape dans le développement des grandes entreprises caractérisée par une augmentation du pouvoir collectif des techniciens et des cadres, au détriment des propriétaires; ces technocrates imposent peu à peu leurs choix à leurs clients plutôt que d'être à leur écoute[réf. nécessaire]. Ce changement est dû, d'une part au contexte historique décrit supra, à savoir la crise de 1929 et la Seconde Guerre mondiale et d'autre part, au simple effet de dilution des capitaux des entreprises entre les différents héritiers, plus nombreux à chaque génération. Il s'agit d'un phénomène contemporain de la filière inversée, phénomène également théorisé par Galbraith. Cette filière consiste pour les plus grandes entreprises à imposer l'achat de certains produits aux consommateurs par le biais de la publicité. Cela crée une augmentation de la rigidité de l'entreprise et une perte de l'écoute du consommateur.
Un des exemples le plus spectaculaires de ce changement est le walkman : ce produit fut imaginé, voulu, conçu et développé par Akio Morita, l'emblématique patron de Sony parce qu'il désirait écouter ses airs de musique favoris... sur son terrain de golf, le week-end. Une campagne de publicité assez agressive créa une demande chez les consommateurs et fit de ce produit un symbole des années 1980.

## Critique et déclin de la technostructure
Cependant, les lois du marché restent encore valables, notamment quand on compare les industries automobiles japonaise et américaine. Plus encore que la quantité de travail et le niveau des salaires, ces règles de l'économie libérale expliquent comment les entreprises automobiles japonaises, soucieuses du consommateur et des détails de la production, ont réussi, malgré un obstacle culturel, à mieux saisir que les entreprises occidentales, l'évolution des goûts de la clientèle. À la fin du XXe siècle, le groupe Toyota est devenu la première entreprise mondiale automobile en restant fidèle aux simples lois du marché.
Quelques exceptions notables demeurent comme les entreprises Bechtel, Mars, Ford ou Rockefeller qui restent contrôlées par les familles fondatrices, tout en étant devenues des multinationales, alors qu'elles ont été créées au début du XXe siècle. En Europe, le groupe Fiat reste sous le contrôle de la famille Agnelli, le groupe Dassault sous celui de la famille Dassault et le groupe Peugeot-Citroën, sous celui de la famille Peugeot mais, dans ce dernier cas, le président du directoire est toujours extérieur à la famille, tandis que le président du conseil de surveillance en est issu, ce qui représente une bonne synthèse entre la technostructure et le capitalisme familial.
Selon Galbraith, la caractéristique principale de la technostructure est que sa raison d'être est de pérenniser le niveau de bénéfice et de développement de l'entreprise principalement par une mesure des ventes, tout en contrôlant l'environnement social.
À la fin des années 1980, sous l'influence de l'École de Chicago animée par l'économiste Milton Friedman, on assiste à un retour en force des actionnaires pour contrôler les entreprises et des thèses néo-libérales en économie.

## Conflit entre l'actionnariat et la technostructure
Selon l'analyse de Galbraith, le rôle croissant de la technostructure devait réduire le pouvoir des actionnaires à un rôle figuratif. Plusieurs exemples prouvent cependant le contraire : Lee Iacocca fut destitué de son poste de directeur général de Ford par Henry Ford II en 1978 ; Jean-Paul Parayre et Christian Streiff connurent le même sort chez Peugeot en 1983 et 1999, ainsi que Pierre Blayau au sein du groupe Pinault-Printemps-Redoute en 1995. Dans tous les cas, le principal actionnaire, ou groupe d'actionnaires, entendait ainsi clairement rappeler que le pouvoir lui appartient et que la compétence technique ne modifie pas la légitimité du pouvoir, c'est-à-dire sa source actionnariale.

## Quel avenir pour la technostructure?
L'une des raisons de cette reprise de pouvoir par les actionnaires est la révolution informatique et numérique de la fin du XXe siècle qui voit l'émergence de nouvelles entreprises comme Microsoft et Apple, ou liées à internet comme Google, Yahoo, Amazon, etc. qui restent sous le contrôle de leurs fondateurs.
Cependant, aux États-Unis depuis le début des années 60, en Europe occidentale et au Japon depuis la fin du XXe siècle, près de la moitié d'une classe d'âge est diplômée de l'enseignement supérieur. Cet accroissement est dû en partie à un phénomène sociologique naturel mais aussi à l'extraordinaire complexité des tâches des décideurs dans les entreprises. Qu'ils soient actionnaires principaux ou non, les dirigeants d'entreprise seront toujours entourés de cadres recrutés pour la qualité de leur formation et leur compétence, notamment dans le domaine financier depuis l'avènement de la mondialisation qui a suivi l'effondrement du communisme. Enfin, l'effet de dilution, qui divise le capital des entreprises à chaque succession existe toujours. En 1900, quand les États-Unis étaient déjà la première puissance industrielle au monde, 20 % des Américains en âge de travailler étaient salariés ; après un siècle, le ratio est de 60 % : la technostructure a donc encore de beaux jours devant elle.